# Kururunfa
Kururunfa è un kata di karate, maggiormente noto nello stile del Gōjū-ryū e del Shito-Ryu.

## Caratteristiche nello stile Gōjū-ryū
Kururunfa (久留頓破) è un kata di karate  dello stile Gōjū-ryū (Kaishuu kata).
La traduzione più appropriata sembra essere "fermare l'attacco che arriva e spezzare".
Il nome cinese di questo kata è Jiǔliú dùn. 
Jinan Shinzato uno dei migliori studenti di Sensei Chōjun Miyagi lo definiva come uno dei migliori kata.
Di solito viene eseguito per l'esame di cintura nera 5° dan assieme al kata Suparinpei.

## Tecniche del kata
Come il Sesan, Kururunfa ha movimenti morbidi seguiti da altri veloci e potenti ed impiega una grande quantità di movimenti in Neko ashi dachi.
Tuttavia nel Kururunfa la differenza fra "duro" e "morbido" è molto marcata a causa delle tecniche lente e concentrate che sono seguite da una breve pausa e da una serie di colpi esplosivi e devastanti con lo scopo di distruggere l'avversario.